# Desde el batiscafo
Desde el batiscafo es el sexto disco de estudio y séptimo disco de la banda chilena Chancho en Piedra, publicado en el año 2005. Es producido por el músico y exbajista de la banda Los Fabulosos Cadillacs, Flavio Cianciarulo. 
Desde el batiscafo fue grabado en Argentina; es el primer disco de esta banda grabado en el extranjero. Con este disco la banda planea expandir su popularidad en el extranjero.
En este álbum el grupo busca nuevos sonidos y estilos tales como la cumbia, el ska, el rock latino, dejando a un lado un poco el ritmo funk que los caracteriza y dándole un sonido mucho más rock/pop que lo diferencia de sus predecesores, también en este disco se integra el elemento del teclado mucho más cercano que en grabaciones anteriores. Leonardo Corvalán participó en la composición de «Jueves locos».
Se integraron dos músicos de apoyo que son Manu Torres (percusión) y Angelo Pieratinni (guitarra), que en reemplazo de Felipe Bravo, exguitarrista de sesión de la banda. Colaboraron otros músicos como Andrés Calamaro (encargado de poner los arreglos en teclados a la canción «La vida del oso») y el mismo productor, Flavio Cianciarulo.

## Lista de canciones
| Desde el batiscafo |                           |          |  |
| N.º                | Título                    | Duración |  |
| 1.                 | «La telaraña»             | 4:09     |  |
| 2.                 | «Multi-ricachón»          | 3:04     |  |
| 3.                 | «Cruz del Sur»            | 3:42     |  |
| 4.                 | «Jueves locos»            | 2:29     |  |
| 5.                 | «La vida del oso»         | 4:43     |  |
| 6.                 | «Almacén»                 | 3:45     |  |
| 7.                 | «La caravana de Simón»    | 4:26     |  |
| 8.                 | «Entre la fe y la espada» | 2:51     |  |
| 9.                 | «Insolencio»              | 2:17     |  |
| 10.                | «No ha sido fácil»        | 4:14     |  |
| 11.                | «Pueblo fantasma»         | 3:26     |  |
| 12.                | «Imohtep»                 | 3:40     |  |
| 13.                | «Ska del peral»           | 3:05     |  |
| 14.                | «Barco de papel»          | 5:06     |  |

## Sencillos
1. «Multi-ricachón» (video y single)
2. «La vida del oso» (video y single)
3. «Almacén» (video y single)
4. «Jueves locos» (solo single)

- Datos: Q5804006